# 拉格 (北萊茵-威斯特法倫州)
拉格（德語：Lage，發音：[ˈlaːɡə] ⓘ）是德国北莱茵-威斯特法伦州代特莫尔德行政区利珀县的城市，面积76.04平方千米，2023年12月31日人口为35,311人。